# Dolors Iglesias Paredes
Dolors Iglesias Paredes, coneguda esportivament com Lolita Iglesias, (Blanes, 10 de gener de 1951) és una exjugadora de bàsquetbol catalana, considerada una de les pioneres del bàsquet femení gironí.
Base, començà a practicar el bàsquet als catorze anys. Competí amb el CREFF de Girona a la Primera divisió de Lliga espanyola durant les dècades de 1960 i 1970 , destacant el quart lloc aconseguit la temporada 1972-73. Fou internacional amb la selecció espanyola de bàsquet en dues ocasions (1974). Entre d'altres reconeixements, ha sigut distingida com a Històrica del Bàsquet Català per la Fundació del Bàsquet Català el 2009.